# Mercedes-Benz USA
Mercedes-Benz USA — дистрибьютор Mercedes-Benz в США со штаб-квартирой в Санди-Спрингс, пригороде Атланты.

## История
Компания Mercedes-Benz в США была основана в 1965 году для интеграции продаж на наиболее важном для Mercedes-Benz Group зарубежном рынке. Ранее дистрибьюцией занимались партнёры.
В MBUSA работает около 1400 человек. Компания несколько раз получала премии от Fortune. В июле 2015 года штаб-квартира переехала из Нью-Джерси в Джорджию. Это было сделано для того, чтобы перевести около 1000 сотрудников в регион и создать новые рабочие места в северном пригороде Атланты.
Компания Mercedes-Benz USA также была именным спонсором стадиона Цезарь Супердоум с 2011 по 2021 год. В 2015 году компания приобрела права на присвоение названия стадиону Мерседес-Бенц Стэдиум, домашнему клубу Национальной футбольной лиги по франшизе Атланта Фэлконс и клубу MLS по франшизе Атланта Юнайтед.